# ساکاکی
ساکاکی (نام علمی: Cleyera japonica) نام یک گونه از رده دولپه‌ای‌ها و گیاهان گلدار همیشه‌سبز است. این درخت بومی مناطق گرم ژاپن، تایوان، چین، میانمار، نپال، و شمال هند است. بیشتر نوع درختچه ای آن به چشم می‌خورد اما ارتفاع آن می‌تواند به ۱۰–۱۲ متر نیز برسد. برگ ۶–۱۰ سانتی‌متر طول، صاف، بیضی، چرمی، براق و سبز تیره در سطح رویی، و در سطح زیرین سبز مایل به زرد است. پوست درخت آن قهوه ای مایل به قرمز تیره و صاف است. گلهای کوچک، معطر و سفید-کرمی آن در اوایل تابستان، در حدود ماه ژوئن، باز می‌شوند. گلهای کوچک سفید از زیر بغل در کنار پایه شاخه جانبی بیرون می‌آیند. یک تا چهار گل به صورت دسته ای بیرون می‌آید، همه در زیر برگها رو به پایین شکوفا می‌شوند و بعداً حوالی ماه نوامبر، یک میوه سیاه کوچک (سته) تبدیل شده که رنگ آن با قرمز شروع شده و هنگام رسیدن سیاه می‌شود. ساکاکی یکی از درختان رایج در لایهٔ دوم جنگل‌های همیشه سبز بلوط است. این درخت در آیین ژاپنیِ شینتو مقدس شمرده می‌شود.

## استفاده
در مراسم شینتو از چوب ساکاکی برای ساخت ظروف (به ویژه شانه)، مصالح ساختمانی و همچنین سوخت استفاده می‌شود و به‌طور معمول در باغ‌ها، پارک‌ها و زیارتگاه‌ها کاشته می‌شود.
ساکاکی در آیین ژاپنیِ شینتو، یک درخت مقدس در نظر گرفته شده‌است، معبد شینتویی و همچنین هیموروگی (神 籬، "حصار الهی"، به‌طور سنتی با شین‌تای (神木، "درختان مقدس") متشکل از گیاهان همیشه سبز مانند سرو پاکوتاه (檜، و سرو ژاپنی احاطه می‌شود.
در نذورات آیینی شینتو به خدایان (神، kami (کامی)، شاخه‌های ساکاکی با نوارهای کاغذی شید تزئین می‌شوند تا تاماگوشی ساخته شود.

## پیشینه زبان‌شناسی
واژه ژاپنی ساکاکی با خط کانجی نوشته می‌شود که ترکیبی از 木 (کی، "درخت؛ چوب") و 神 (کامی، "روح؛ خدا") است و معنی "درخت مقدس؛ درخت الهی" را تشکیل می‌دهد.
این کانجی 榊 اولین بار در (قرن ۱۲) در کونجاکو مونوگاتاریشو ظاهر می‌شود.